# Лончаковське сільське поселення
Лонча́ковське сільське поселення (рос. Лончаковское сельское поселение) — сільське поселення у складі Бікінського району Хабаровського краю Росії.
Адміністративний центр та єдиний населений пункт — село Лончаково.

## Населення
Населення сільського поселення становить 498 осіб (2019; 534 у 2010, 605 у 2002).